# 松竹マルチプレックスシアターズ
株式会社松竹マルチプレックスシアターズ（しょうちくマルチプレックスシアターズ、英: Shochiku Multiplex Theatres, Ltd.）は、MOVIX（ムービックス）などの映画館を経営・運営する松竹株式会社の完全子会社である。

## 概要
現在、北海道と四国を除く地域に25サイトを展開している（共同経営館を除く）。TOHOシネマズと競合している地域のサイトでは、配給側の意向で東宝が配給する映画などが上映されないことも多く、そのようなサイトではラインナップ面でやや劣っているものの、その分ミニシアター系の上映作品が多い。音作りにはこだわっているとしており、その音響の正確性やサービスの向上に対する姿勢が評価され、週刊ダイヤモンドの顧客満足度調査でシネマコンプレックスにおける1位にランキングされたこともある。
松竹は国内興行会社としては、シネマコンプレックスへの進出が早く、1990年（平成2年）から海外情報の収集を進め、1996年（平成8年）5月にはMOVIXの運営会社となる松竹マルチプレックスシアターズを設立した。1号店は1997年（平成9年）3月20日にオープンしたMOVIX六甲（2010年1月31日閉館）である。当初の目標として、2000年（平成12年）までに10地区100スクリーン、国内のスクリーン数が3000を越えた時点で1割に当たる300スクリーンというものを掲げた。しかしながら、ノウハウ吸収を目的として合弁契約をしたシネマーク・シアターズとは開発スタンスの違いが原因で合弁契約を解消したり、競合会社の増加によりテナント契約が困難を極めたりしたため、出店計画に若干の遅れが発生した。現在では松竹の運営するシネマコンプレックスや松竹と他社の共同運営サイトの持分も含めると300スクリーン弱、興行収入は13%弱のシェアを握っており、おおよそ当初の目論見通りとなっている。
2001年開業の「京都」は松竹発祥の地（新京極通）で旧態化した松竹の上映館を建て直した経緯から松竹本社による直営で、運営を松竹マルチプレックスシアターズが担う関連施設であった。2010年12月24日に、東劇や松竹系のチェーンマスター丸の内ピカデリー・新宿ピカデリーを含む松竹本社の映画興行事業を分割し、松竹マルチプレックスシアターズに吸収させることを決定したため、2011年3月1日に松竹直営劇場はすべて松竹マルチプレックスシアターズへ移管された。移管された劇場のサービスは長らく変更されていなかったが、2014年春ごろからメンバーズカードや座席予約についてはサービスが統一された。コンセッションの統一は行われていない。
主要ブランドであるMOVIXの看板キャラクターはヒッポコブラザーズという容姿の違う直立2足歩行の3匹のカバ兄弟（パコ・ピコ・ポコ）で、CGデザイナー村松直之の手によるもの。元は3DCGで描画され、マナーを促すフル3DCGアニメやチラシなどに登場していたが、2次元のイラストとしても描かれるようになり、2009年にイラストタッチのアニメによるポリシーシネマが製作された。流れるテーマソングは「映画ってたのしーね。」というタイトルで、作曲・歌は福井洋介。ポリシーシネマは予告編前に鑑賞マナーの告知に続いて流れる他、MOVIXの公式サイト上でも観ることが出来る。なおプロモーションを兼ねた上映作のタイアップによるものに差し替えられた例がある（2010年12月前後の「相棒 劇場版II」、2012年10月前後の「北のカナリアたち」によるもの）。CM（シネアド）・マナーアニメと予告編の間に挿入される「MOVIX」ロゴアニメのカットでは下部に「presented by 'SMT'」のキャプションがあったが2006年頃から省かれている。

## 沿革
- 1990年（平成2年）
  - 9月 - 松竹株式会社映画興行部内に劇場開発スタッフが編成され、シネマコンプレックスについて海外情報の収集に乗り出す[4]。
- 1995年（平成7年）
  - 4月 - マルチプレックス・シアター開発委員会が設置され、京都二条駅付近（現：BiVi二条）へのシネマコンプレックス出店を決定する（後に自社所有地への出店に変更）。
- 1996年（平成8年）
  - 4月 - 松竹マルチプレックス開設準備室を設置。
  - 5月8日 - 松竹、オリックス、大林組、清水建設、大成建設、西松建設、戸田建設、三井物産、ロッテの出資により[4]株式会社松竹マルチプレックスシアターズ設立。
- 1997年（平成9年）
  - 2月 - シネマコンプレックス運営ノウハウ吸収の為[4]、シネマーク・インターナショナルと合弁契約。
  - 3月20日 - 1号店のMOVIX六甲を開館。
  - 5月 - 株式会社松竹マルチプレックスシアターズを株式会社松竹シネマークシアターズに改称。
- 1998年（平成10年）
  - 3月25日 - 開発スタンスの違い等からシネマーク・インターナショナルとの合弁を解消し[5]、再び株式会社松竹マルチプレックスシアターズに社名変更。
- 2001年（平成13年）
  - 11月23日 - 松竹直営のMOVIX京都を開館。
- 2004年（平成16年）
  - 4月15日 - 松竹とニューセレクトの合弁で株式会社松竹ニューセレクト設立。
  - 4月30日 - 松竹ニューセレクトの運営のMOVIX本牧を開館。
- 2009年（平成21年）
  - 9月30日 - 三井物産が所有していた株式を松竹が買収し、松竹マルチプレックスシアターズが松竹の完全子会社になる[8]。
- 2010年（平成22年）
  - 1月31日 - 1号店のMOVIX六甲を閉館。
- 2011年（平成23年）
  - 1月16日 - 松竹ニューセレクトの運営のMOVIX本牧を閉館[9]。
- 2016年（平成28年） - 会社設立20周年。

## サービス
サービスとしては、会員システムのSMT Membersや、インターネットチケット購入システムなどがある。

### SMT Members（会員システム）
- 2014年5月21日より東劇を除く、松竹マルチプレックスシアターズ運営の劇場でスタートした新会員システム[10]。カード発行手数料が100円必要（入会金・年会費等は不要）であり、入会するとプラスチックカードタイプのポイントカードが渡される(のちにカード無し・発行手数料無しのWeb登録が可能になった。後述)。ポイントについては有料鑑賞1回につき10ポイント付加され、60ポイントで無料鑑賞クーポンと交換できる（3D作品は+400円必要、特別興行には使用不可）。ポイントはインターネット上で管理されているため、旧会員システムであったMOVIX Clubとは異なり、インターネット購入での無料鑑賞クーポン使用が可能となった。ポイントの有効期間は最終加算日から6ヶ月である（他社では獲得した個々のポイントに対して有効期間が設定されている場合があるが、SMT Membersでは保有ポイント全体に対してであるので、例えば6ヶ月以内の間隔で1回ずつ6回有料鑑賞した場合でもポイントは一切失効せず計60ポイントとなり、無料鑑賞クーポンを取得できる）。
- このほかの特典として、1回有料鑑賞するごとに次回鑑賞時に割引料金で鑑賞できる「次回割引クーポン」（2019年3月現在、ネット購入の場合一般料金1,800円が1,200円になる）や誕生日当日に配布される割引クーポン「お誕生日クーポン」、売店での購入時に会員カードのQRコードをかざすと割引鑑賞クーポン・無料鑑賞クーポンなどが当たる抽選に参加できる「コンセチャレンジ!」がある。
- なお、新宿ピカデリーについてはサービスが異なっており、無料鑑賞クーポンは80ポイントで交換、次回割引クーポンは使用不可となっていたが、2015年1月30日に他の劇場とサービスが統一された[11]。
- 2019年3月12日より、SMT MembersはWebのみで会員登録可能になった。この場合は会員カードが発行されないので手数料がかからず完全無料である。コンセチャレンジ!等、会員QRコードが必要な場合は、スマートフォンを利用することになる。

### インターネットチケット購入システム
- パソコンまたは携帯電話から利用できる。MOVIX Clubが使用されていた時点ではおさきにNetと言う名称が用いられていた。
- 上映3日前21:00[注釈 1]（SMT Members会員は上映3日前17:00）から購入でき、上映当日の上映開始20分前まで購入できる（ただし人気作品は先売券発売日が早くなることがある。その場合、ホームページ、劇場配布物などで告知される）。決済は2019年4月現在、クレジットカード・ドコモd払い・auかんたん決済・ソフトバンクまとめて支払い・リクルートかんたん支払い・楽天ペイ・ムビチケが利用できる。手数料は無料である。
- 座席は、会員・非会員に関わらずピンポイントで指定できる。なお、おさきにNet時代はピンポイントで指定できるのはMOVIX Club会員に限られていた。
- チケットは、劇場ロビーに設置された自動発券機に購入番号（4桁）と電話番号を入力するか、メールに記載されているQRコードをかざすことで発券できる。SMT Membersの場合は購入に使用した会員QRコードをかざすことでも発券できる。
- 学生割引、シニア割引、夫婦50割引、レディースデイ、レイトショー、モーニングファーストショーなどの料金に対応しているほか、ムビチケやSMT Membersのクーポンにも対応している。なお、学生割引、夫婦50割引などで購入した場合、入場時に劇場入口（もぎり）でスタッフに 学生証・免許証、保険証などの年齢のわかる証明書を提示しなければならない。
- （無料鑑賞クーポンなどを使用しない）有料購入の場合、SMT Members会員ポイントが10ポイントつく。1回の購入で例えば2人分の席を購入する場合でもつくのは10ポイントのみである。ただしそのもう1人もSMT Members会員であれば、会員番号を入力するとその会員にもポイントをつけられる[注釈 2]。なおポイント付与のタイミングは購入時ではなく、発券時となる。

### コンセッション
飲食物は劇場内のコンセッション（飲食売店）で購入した飲食物のみ持ち込みできる。ドリンクはコカ・コーラ製品を販売している（本牧のみペプシであった）。

### MOVIX Club（旧会員システム）
会員システムのMOVIX Clubは入会金が500円必要（年会費等は不要）ではあるが、入会すると白濁リライトカードタイプのポイントカードが渡された。入会特典として10ポイント貰えた。ポイントについては、窓口購入だと1本で10ポイント、インターネット予約だと1本で12ポイント付加された（会員本人分だけでなく同伴者分もポイントを付けることができた）。60ポイントで「MOVIX Clubセット」と言う、無料招待券1枚とサービスポップコーン引換券のセットが渡された。このポイントは、チケット発行時と同時に付加されるので、例えば「1本目に有料鑑賞して60ポイントを達成し、2本目は無料で鑑賞」というハシゴも可能であった。ただし、3D作品、特別興行などには使用できなかった。
さらに、2009年（平成21年）9月1日から、上記60ポイントに加え、「20ポイントで、映画が1000円で鑑賞できるクーポン1枚と引き換え（購入時に10ポイントバック有り）」「30ポイントで、ホットドッグ、ポップコーン（Mサイズ）等2品と引き換え」という特典が追加された。これにより、映画サービスデー以外でもポイントさえ残っていれば実質1000円鑑賞が毎回可能となった。
ポイント使用時は、後述のおさきにNetの自動発券機にカードを挿入し引換券を発行。60ポイント無料鑑賞のインターネット予約はできないので、引換券を発行しチケット窓口で入場券と交換となっていた。
ポイントの有効期間は、チケット最終購入日から半年間（ポイント引き換えでは有効期間は延びない）。紛失などによるカード及びポイントの再発行はできないので、会員を続けるには改めて500円を支払い再入会が必要。ただし、破損・磁気不良によるカードの交換は無償でできた。
また、会員特典として下記のような優待サービスがある。
- 平日1300円で鑑賞できる（2012年8月31日までの期間限定。当初は2010年8月31日までの予定だったが好評に付き期間延長となった[注釈 4]）。
- おさきにNetでピンポイントで座席指定ができる（パソコンのみ）。
- おさきにNetでの先売券購入開始時間が毎週水曜午前11時から（非会員は毎週水曜18時から）。

SMT Membersへの移行のため、2013年8月末でポイント付与を終了し、2014年5月末でサービス終了となった。

## 設備
2024年11月現在の情報となる。
| 設備名              | 備考 |
| ------------------- | --- |
| ドルビーシネマ      | - ドルビーラボラトリーズが提唱するプレミアムシネマ - SMTでは2019年4月26日にMOVIXさいたまに初導入 - 3館に導入 |
| 3面ライブスクリーン | - 1面約300インチ強の巨大スクリーンを3面配置した次世代型映画上映システム - 3館に導入 |
| 3D上映              | XpanD - 3Dメガネは液晶シャッター式で電池が内蔵されており電池切れなどによる不具合で映像が3Dに見えないことがあるため、その場合スタッフに申し出て別の3Dメガネと交換する必要がある - 3Dメガネは貸出品で上映後に返却しなければならない - 3Dメガネの持ち出し防止のため、亀有・三好の劇場には試験的にセンサーが設置された NESTRI 3D CINEMA SYSTEM（ネストリ3Dシネマシステム） - 大阪ステーションシティシネマにて初採用となり順次入れ替えを行なっている - 液晶シャッター方式でXpanDと同様のアクティブシャッター方式だがXpanDに比べて輝度が高くメガネも軽量で装着感も良い - 防犯タグおよび子供用アタッチメントを内蔵 |

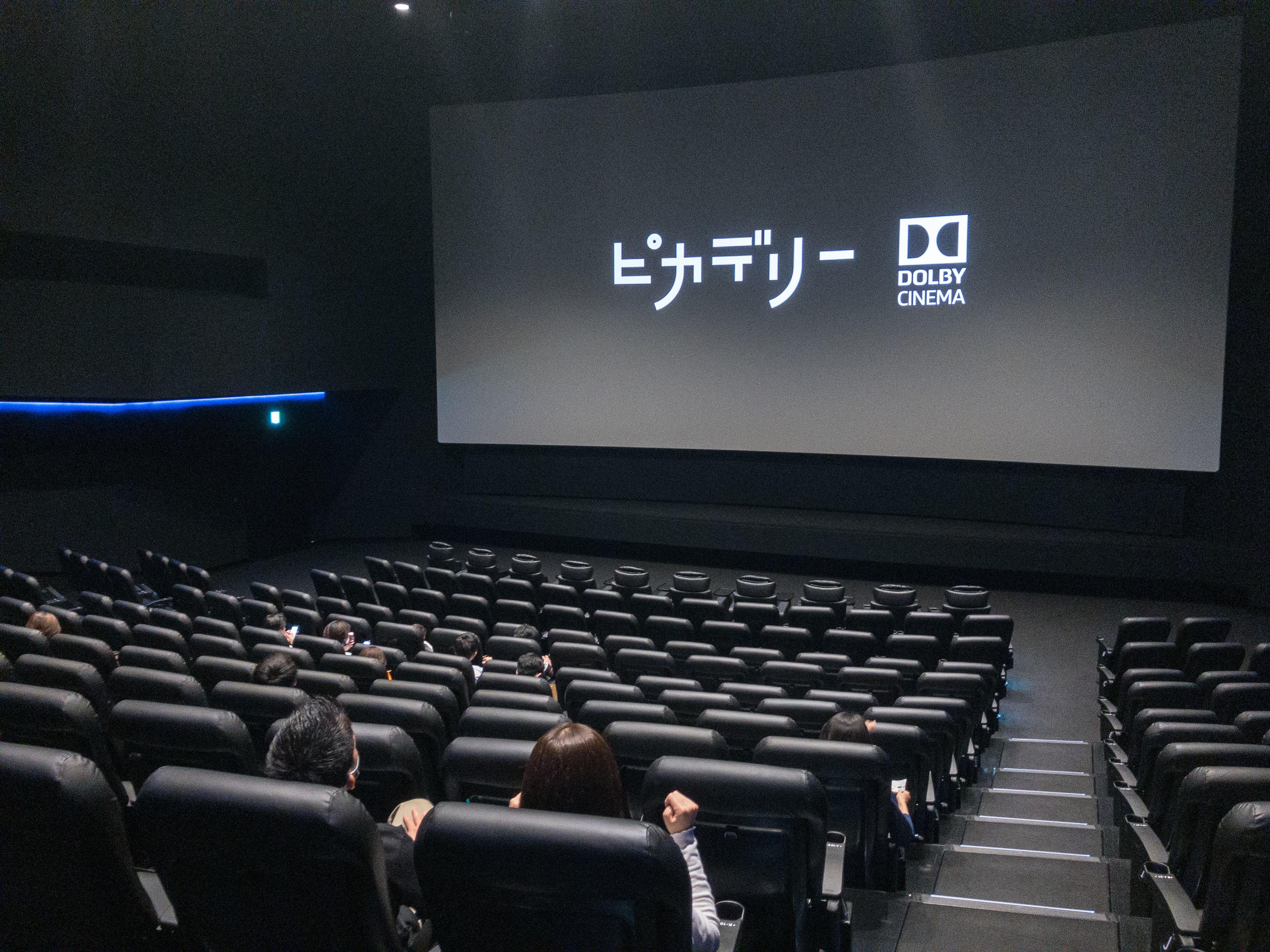
丸の内ピカデリーのドルビーシネマスクリーン

## スタッフ
アルバイトの制服は、2016年1月頃までは、オンワード商事製で長袖Yシャツにピンク色のベスト（コンセッションは、ピンク色のエプロン・サンバイザー）を使用していた。2016年2月頃からは、同じくオンワード商事製でオリジナルデザインの青い縦ラインの入ったシャツに変更された。また寒い場合は黒いカーディガンを着用する。なおズボンやシャツ、カーディガンにはポケットが一切なく、その代わりにポーチを使っている。支配人、マネージャーなどの社員には制服はなくスーツを着用している。
劇場マネージャーの採用は不定期に行われている。離職者も多いが、人気の職種のため応募者は多い。はじめは、契約社員からスタートで1年後正社員登用の試験を受ける事ができる。

## 劇場
2024年11月現在、直営劇場としては全国23サイト（共同経営劇場かつSMTが運営する大阪ステーションシティシネマ、なんばパークスシネマを含むと25サイト）であり、日本国内ではイオンシネマ、TOHOシネマズ、ローソン・ユナイテッドシネマに次いで4番目に多くの劇場を運営する興行会社となっている。
かつて愛知県名古屋市にあった「ピカデリー」は松竹系の映画を中心に上映していたものの、中日本興業が運営していた。その為、当社及び松竹は一切関係無い。

### 営業中の劇場
| 劇場名           | 所在地                                                         | 開館日         | 規模                 | 備考                                                                     |
| ---------------- | -------------------------------------------------------------- | -------------- | -------------------- | ------------------------------------------------------------------------ |
| MOVIX仙台        | 宮城県仙台市太白区 ザ・モール仙台長町                          | 2000年12月20日 | 10スクリーン 1,817席 |                                                                          |
| 丸の内ピカデリー | 東京都千代田区 有楽町マリオン                                  | 1984年10月6日  | 3スクリーン 1,312席  | 3面ライブスクリーン導入劇場（2021年11月26日導入）                        |
| 新宿ピカデリー   | 東京都新宿区                                                   | 2008年7月19日  | 10スクリーン 2,235席 | 改築の際、名称を「MOVIX」にする案もあった                                |
| 東劇             | 東京都中央区                                                   | 1975年**月**日 | 1スクリーン 435席    |                                                                          |
| MOVIX亀有        | 東京都葛飾区 アリオ亀有                                        | 2006年3月3日   | 10スクリーン 2,147席 |                                                                          |
| MOVIX昭島        | 東京都昭島市 モリタウン                                        | 2006年3月15日  | 12スクリーン 2,429席 |                                                                          |
| MOVIXつくば      | 茨城県つくば市 Iiasつくば                                      | 2008年10月31日 | 9スクリーン 1,632席  |                                                                          |
| MOVIX宇都宮      | 栃木県宇都宮市 FKDショッピングモール宇都宮インターパーク店     | 2003年11月22日 | 10スクリーン 2,010席 |                                                                          |
| MOVIX伊勢崎      | 群馬県伊勢崎市 スマーク伊勢崎                                  | 2019年3月29日  | 10スクリーン 1,749席 | - 撤退したプレビ劇場の後継に移転開館 - 旧・MOVIX伊勢崎に関しては後述参照 |
| MOVIXさいたま    | 埼玉県さいたま市大宮区 コクーンシティ                          | 2004年9月17日  | 12スクリーン 2,543席 |                                                                          |
| MOVIX川口        | 埼玉県川口市 アリオ川口                                        | 2005年11月29日 | 9スクリーン 1,950席  |                                                                          |
| MOVIX柏の葉      | 千葉県柏市 ららぽーと柏の葉                                    | 2006年11月22日 | 10スクリーン 2,009席 |                                                                          |
| MOVIX橋本        | 神奈川県相模原市緑区 SING橋本                                  | 2004年7月3日   | 9スクリーン 1,712席  |                                                                          |
| MOVIX清水        | 静岡県静岡市清水区 エスパルスドリームプラザ                    | 1999年10月8日  | 9スクリーン 1,950席  |                                                                          |
| MOVIX三好        | 愛知県みよし市 アイ・モール三好                                | 2000年10月28日 | 12スクリーン 2,203席 |                                                                          |
| MOVIX八尾        | 大阪府八尾市 アリオ八尾                                        | 2006年12月4日  | 12スクリーン 2,436席 | 3面ライブスクリーン導入劇場（2024年11月15日導入）                        |
| MOVIX堺          | 大阪府堺市堺区 堺浜シーサイドステージ                          | 2006年4月15日  | 12スクリーン 2,413席 |                                                                          |
| MOVIXあまがさき  | 兵庫県尼崎市 あまがさきキューズモール                          | 2009年10月20日 | 11スクリーン 2,030席 |                                                                          |
| MOVIX京都        | 京都府京都市中京区 京都松竹ビル（北館） 京都松竹座ビル（南館） | 2001年11月23日 | 12スクリーン 2,020席 | 2005年増築により新館（現：North）開館                                    |
| MOVIX倉敷        | 岡山県倉敷市 イオンモール倉敷                                  | 1999年9月21日  | 10スクリーン 1,702席 | - 当初は8スクリーンであった - 2002年12月に2スクリーン増設                |
| MOVIX日吉津      | 鳥取県西伯郡日吉津村 イオンモール日吉津                        | 1999年4月17日  | 6スクリーン 1,306席  |                                                                          |
| MOVIX広島駅      | 広島県広島市南区 minamoa                                       | 2025年3月24日  | 9スクリーン 1,387席  | 3面ライブスクリーン導入劇場                                              |
| MOVIX周南        | 山口県下松市 ゆめタウン下松                                    | 1999年3月20日  | 7スクリーン 1,550席  |                                                                          |
| 熊本ピカデリー   | 熊本県熊本市西区 アミュプラザくまもと                          | 2021年4月23日  | 10スクリーン 1,316席 | 3面ライブスクリーン導入劇場                                              |

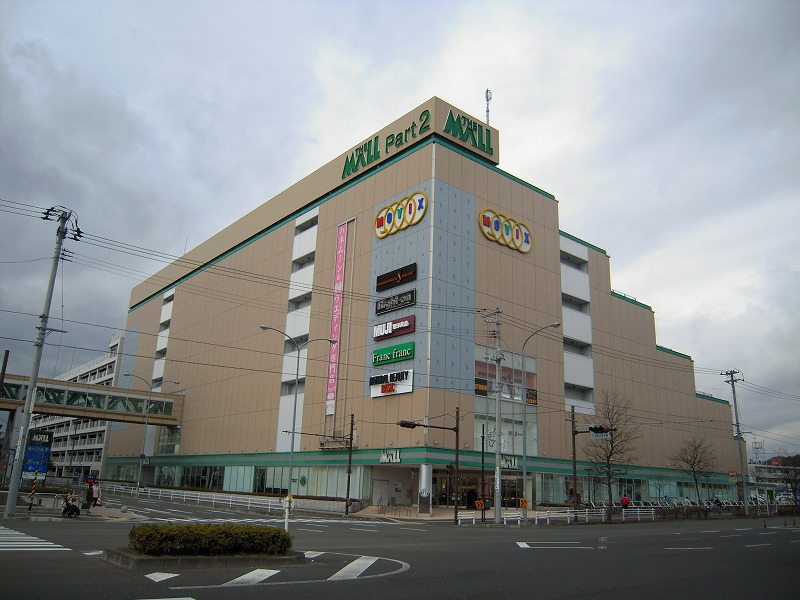
MOVIX仙台があるザ・モール仙台長町Part2
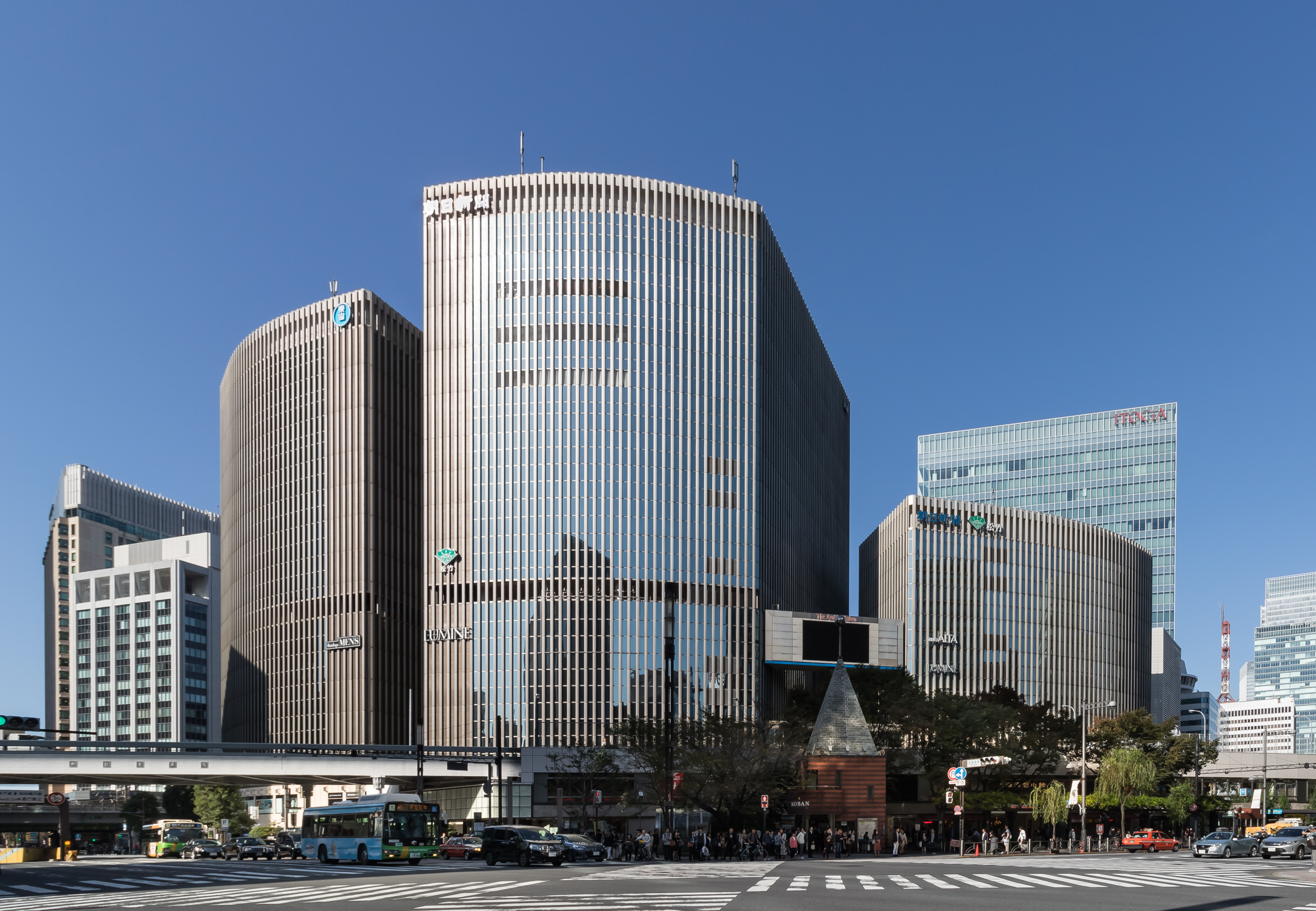
丸の内ピカデリーがある有楽町マリオン
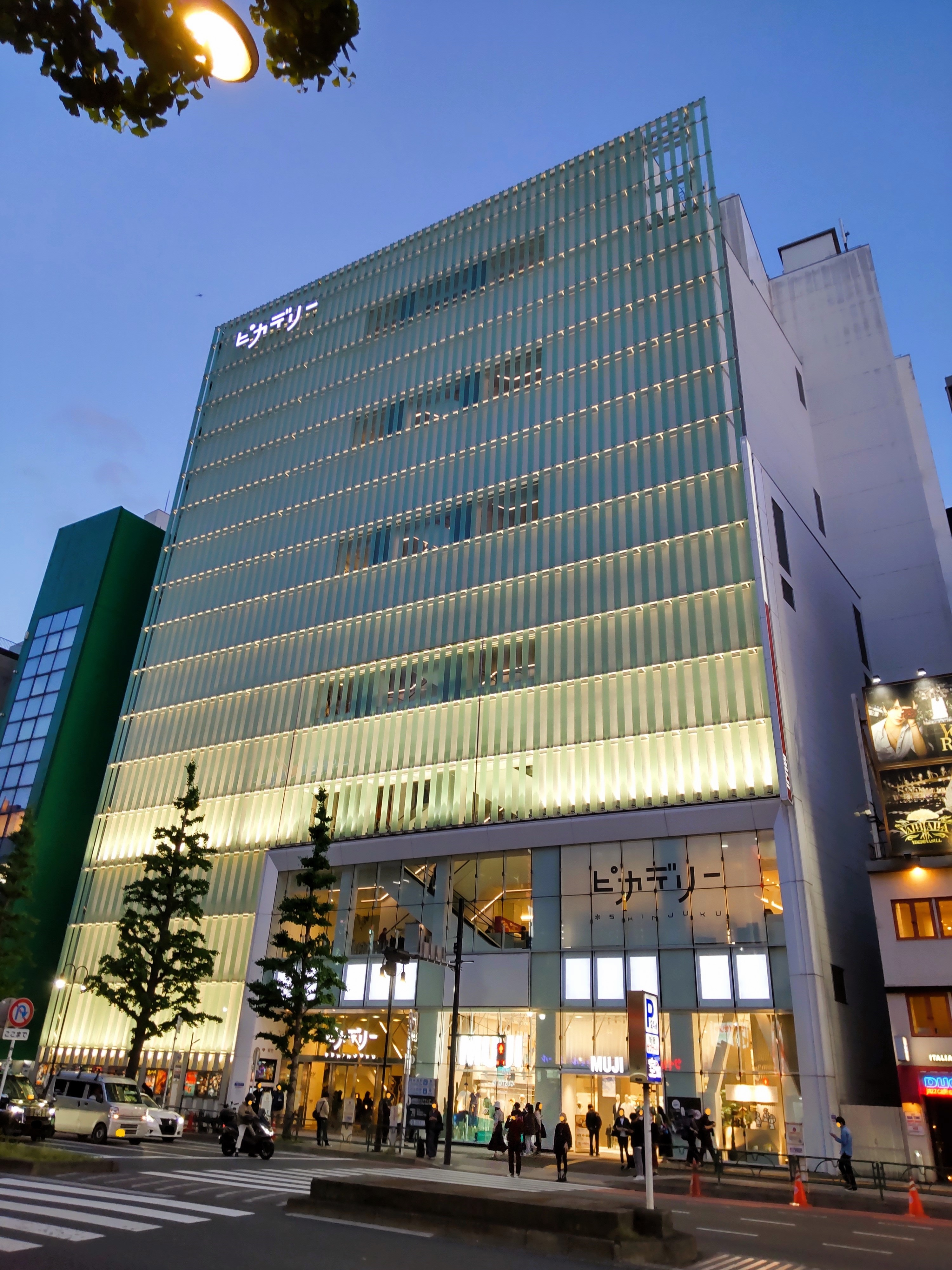
新宿ピカデリー
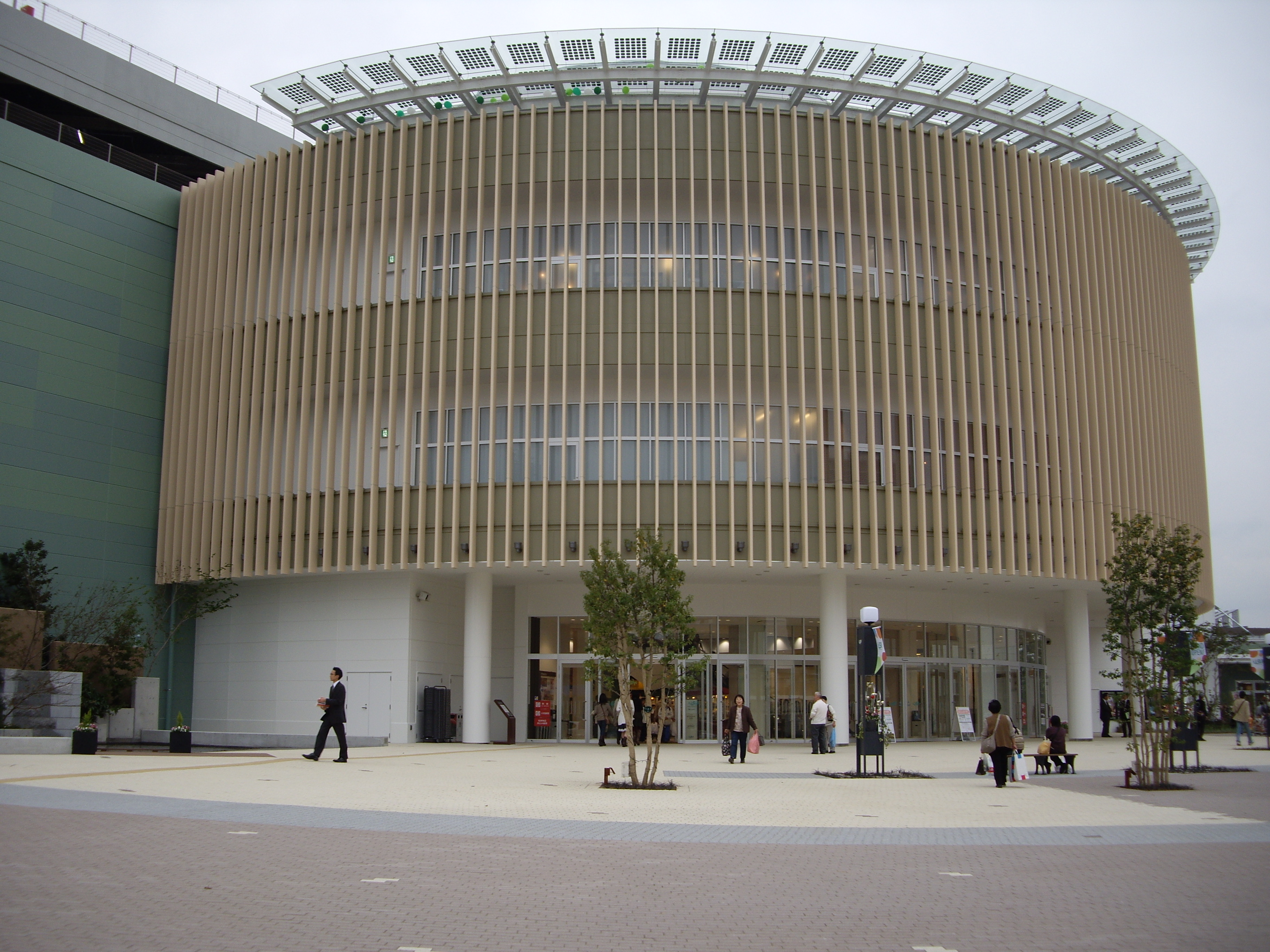
MOVIXつくばがあるiiasつくば
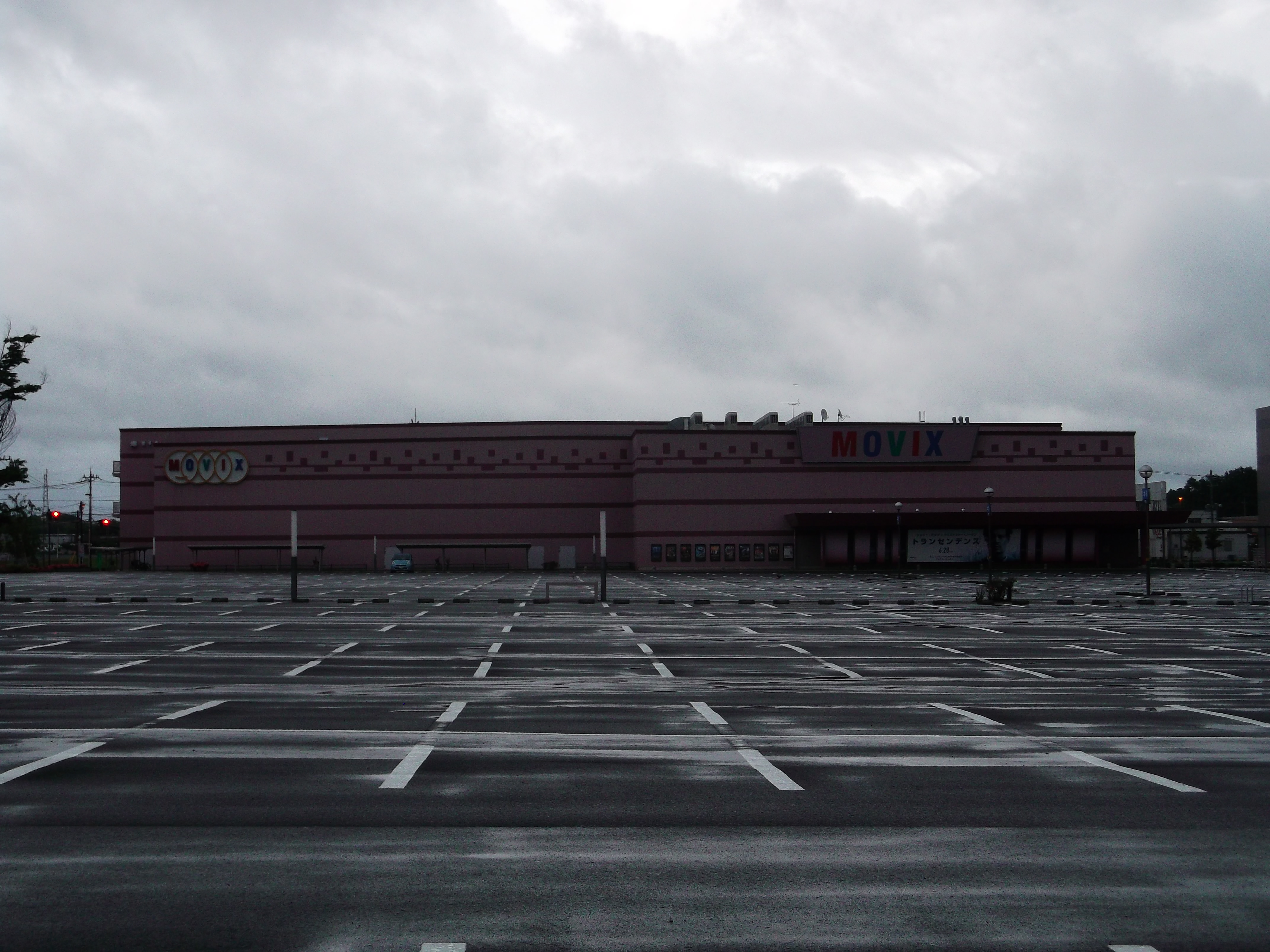
MOVIX宇都宮
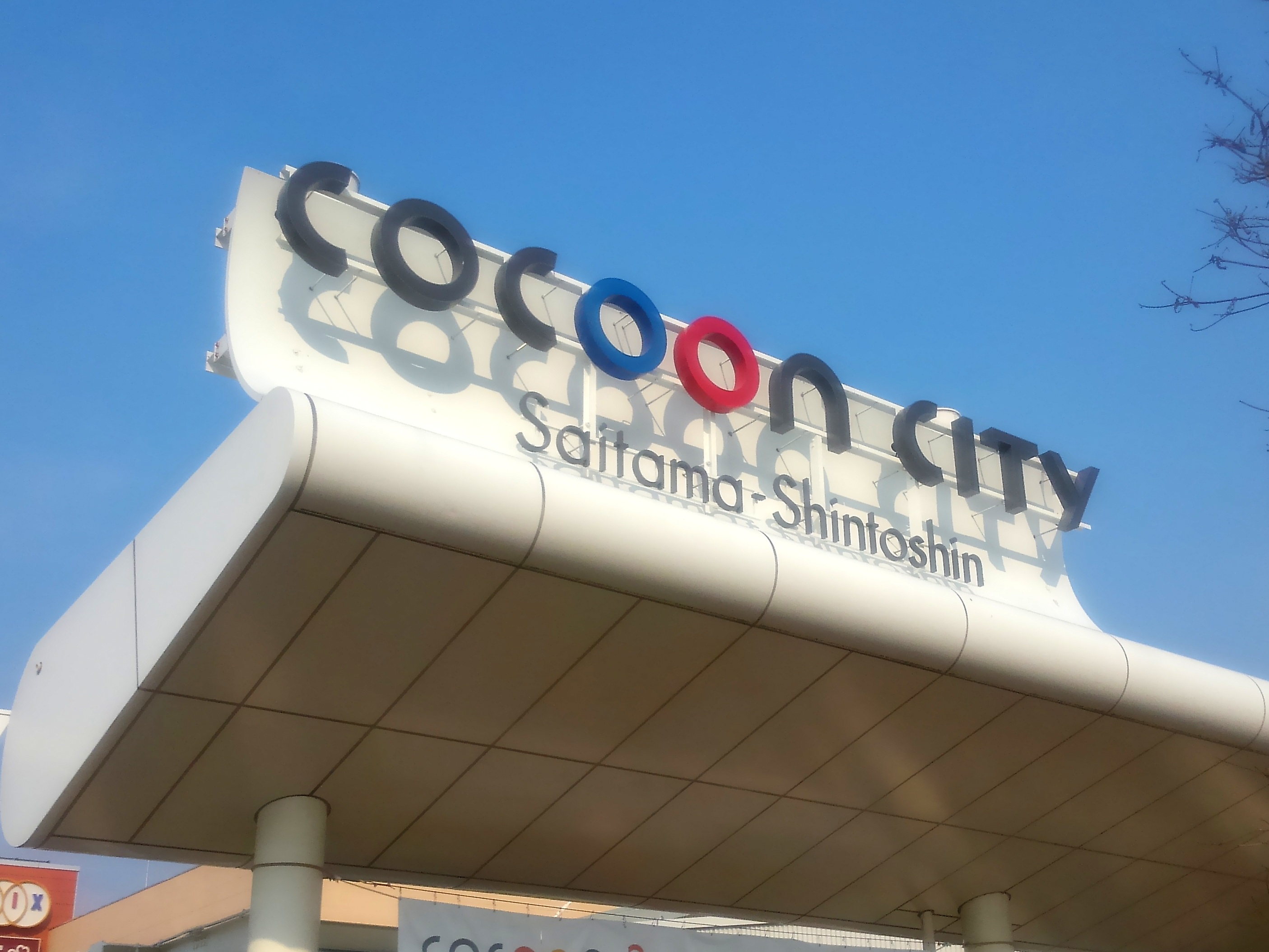
MOVIXさいたまがあるコクーンシティ
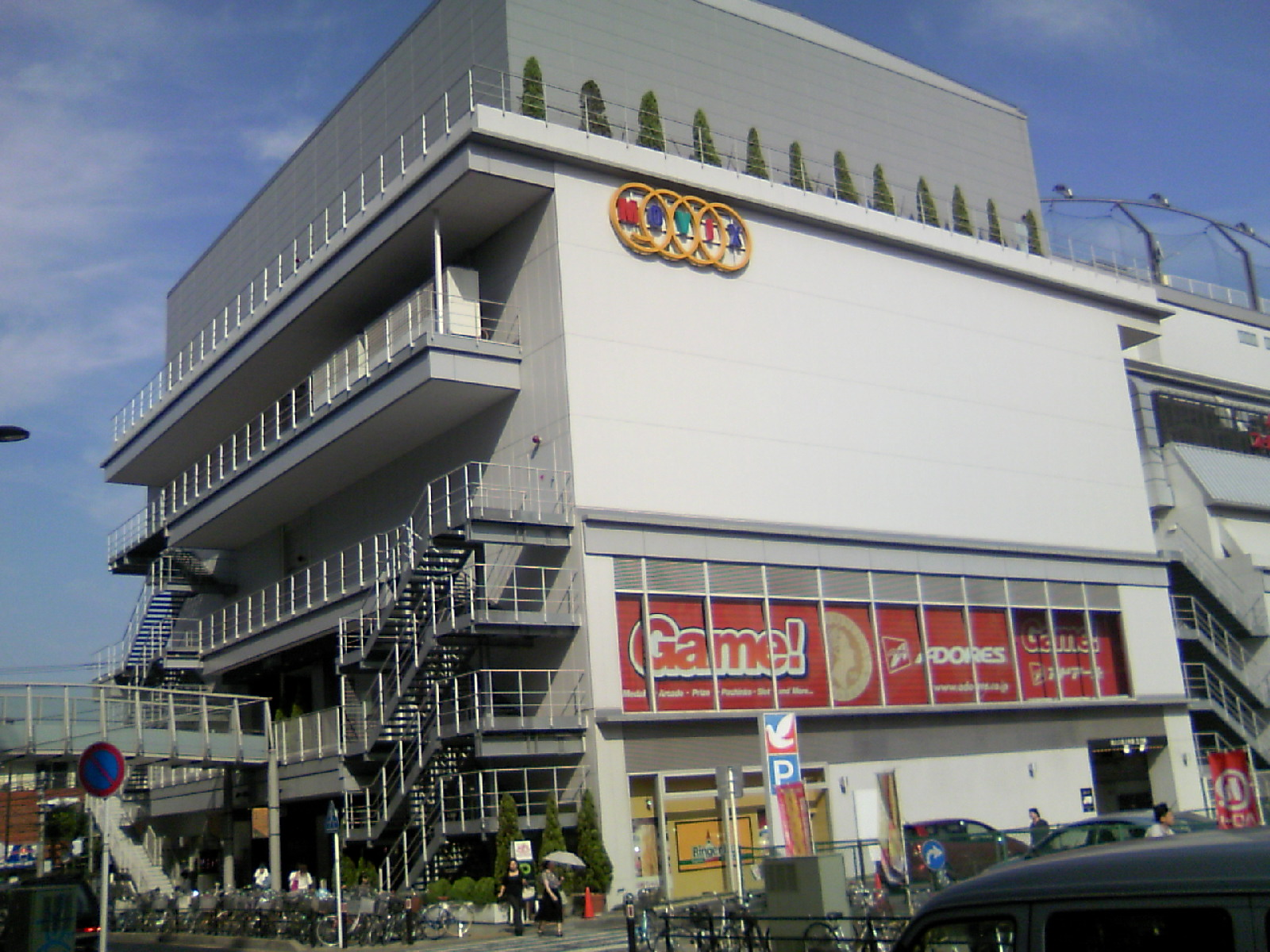
MOVIX橋本
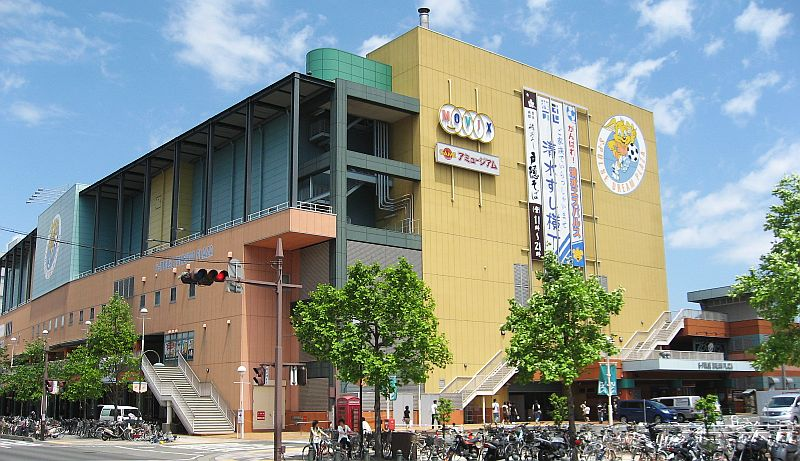
MOVIX清水があるエスパルスドリームプラザ
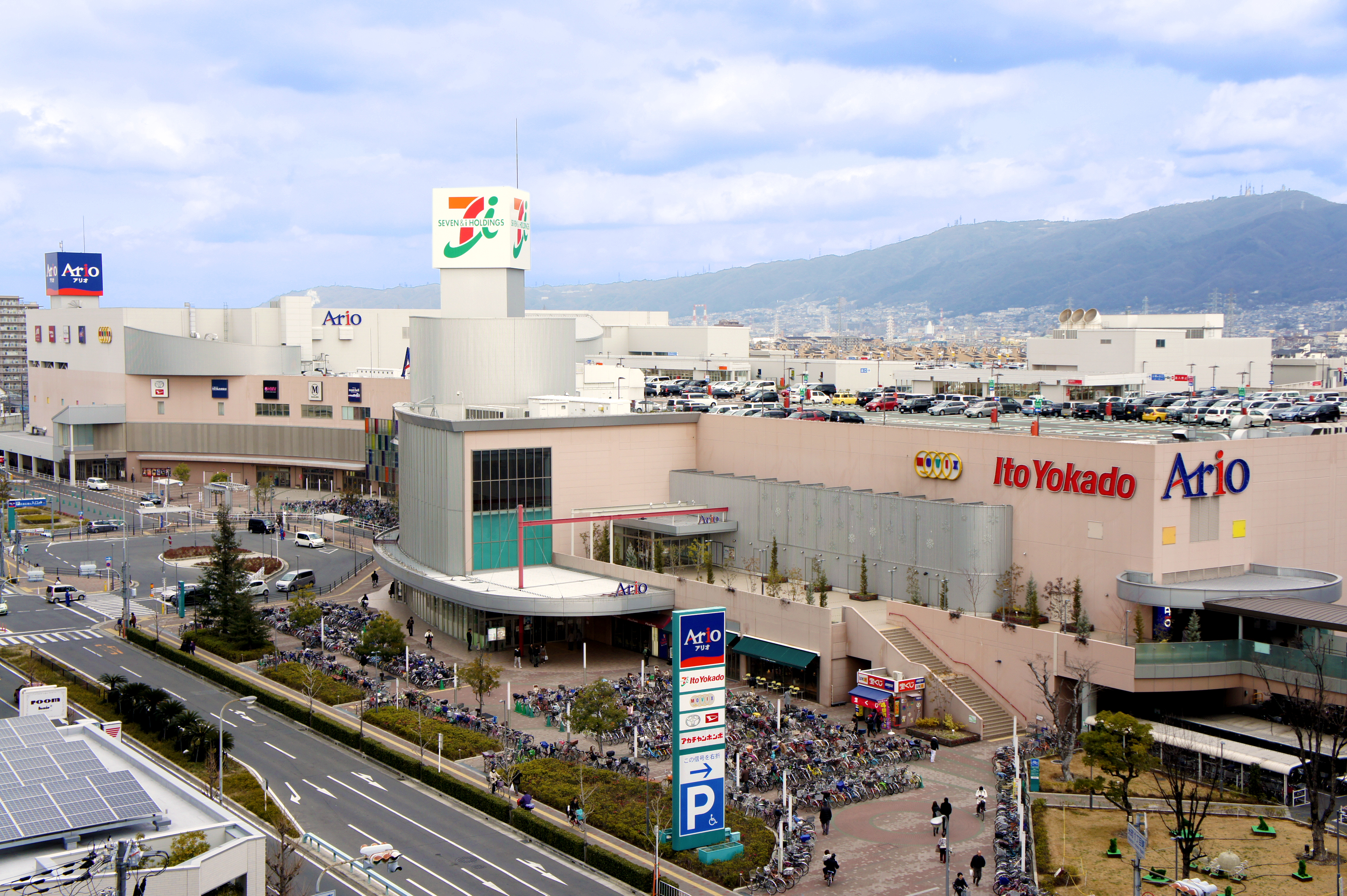
MOVIX八尾があるアリオ八尾
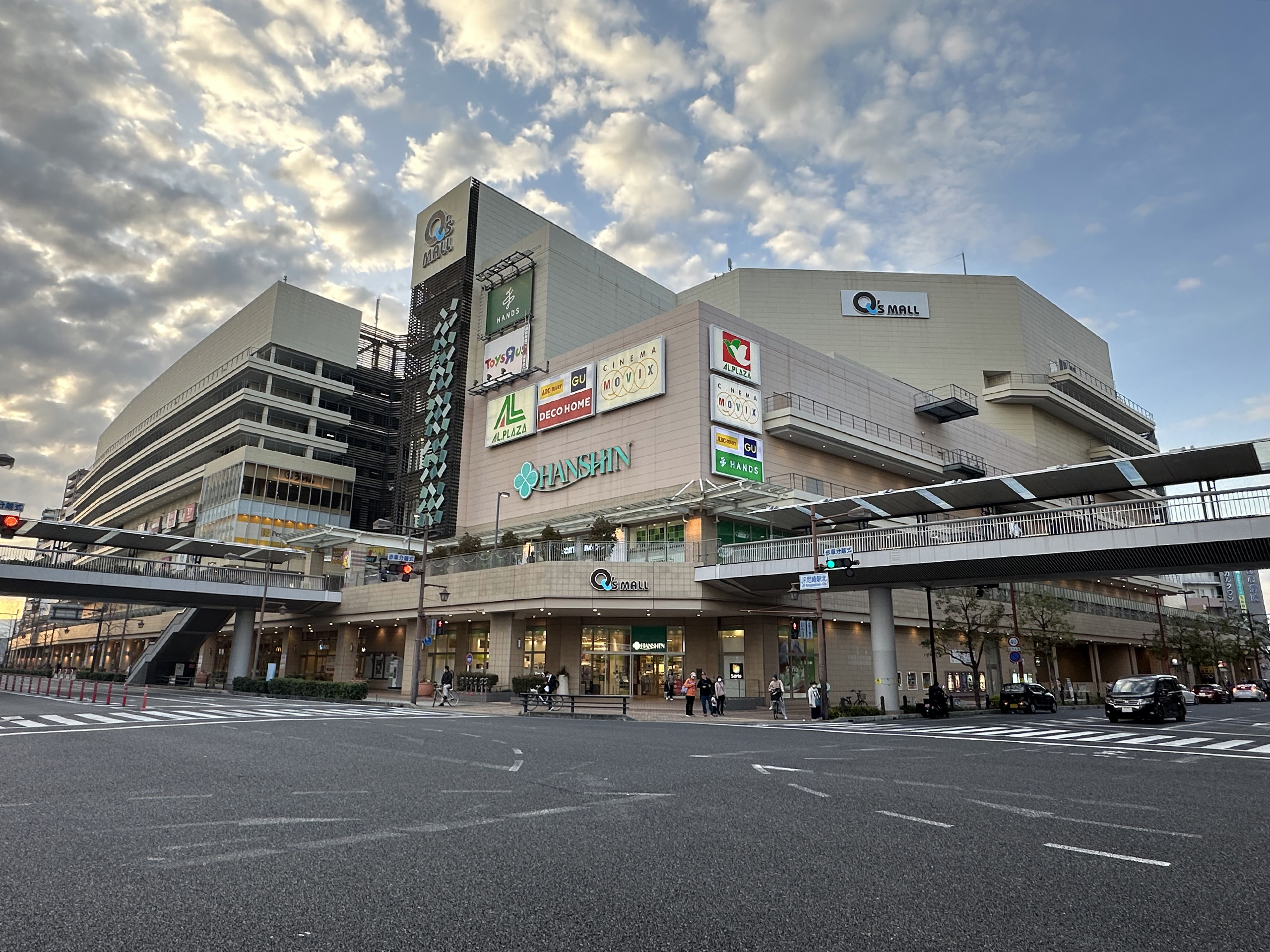
MOVIXあまがさきがあるあまがさきキューズモール
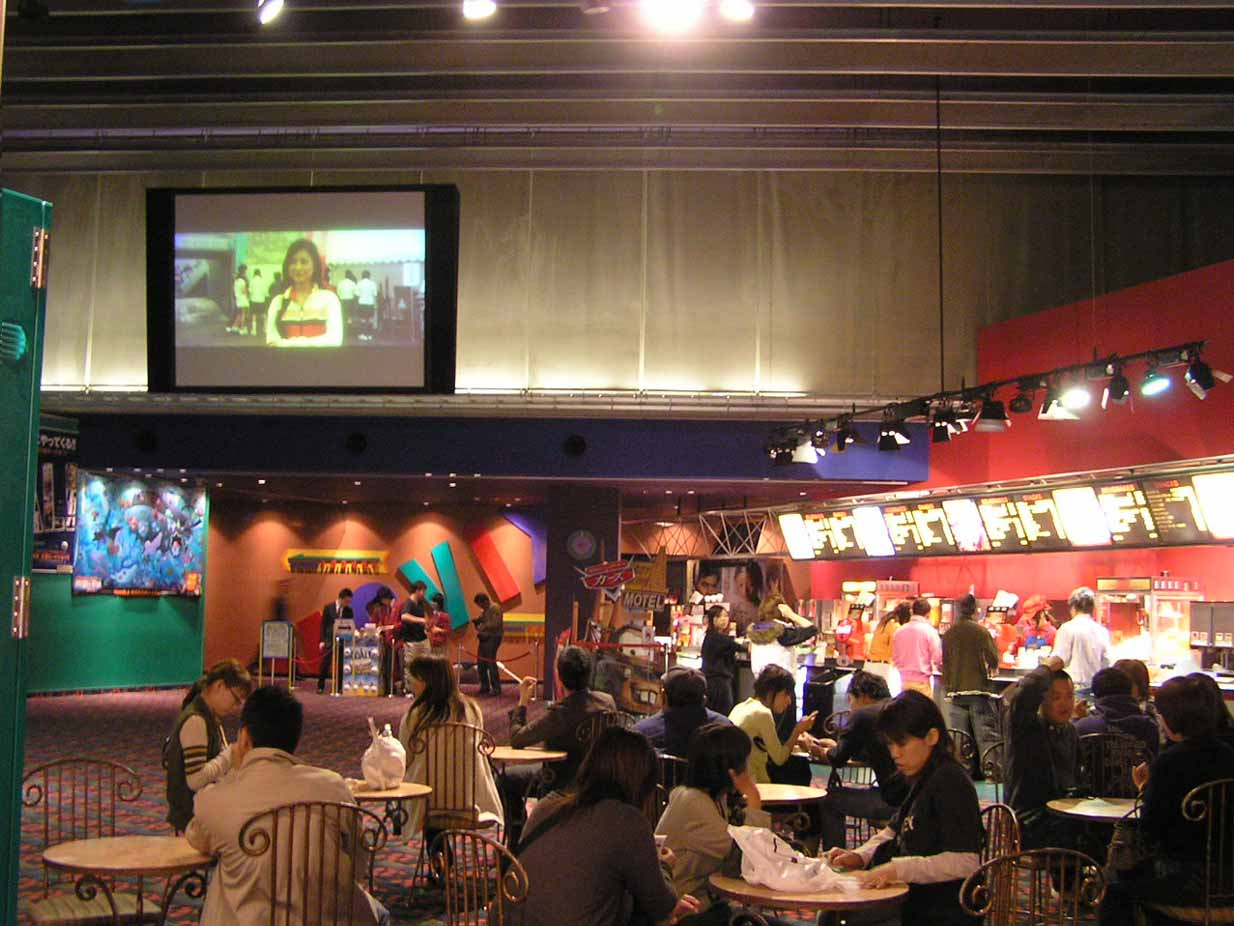
MOVIX倉敷のコンセッション
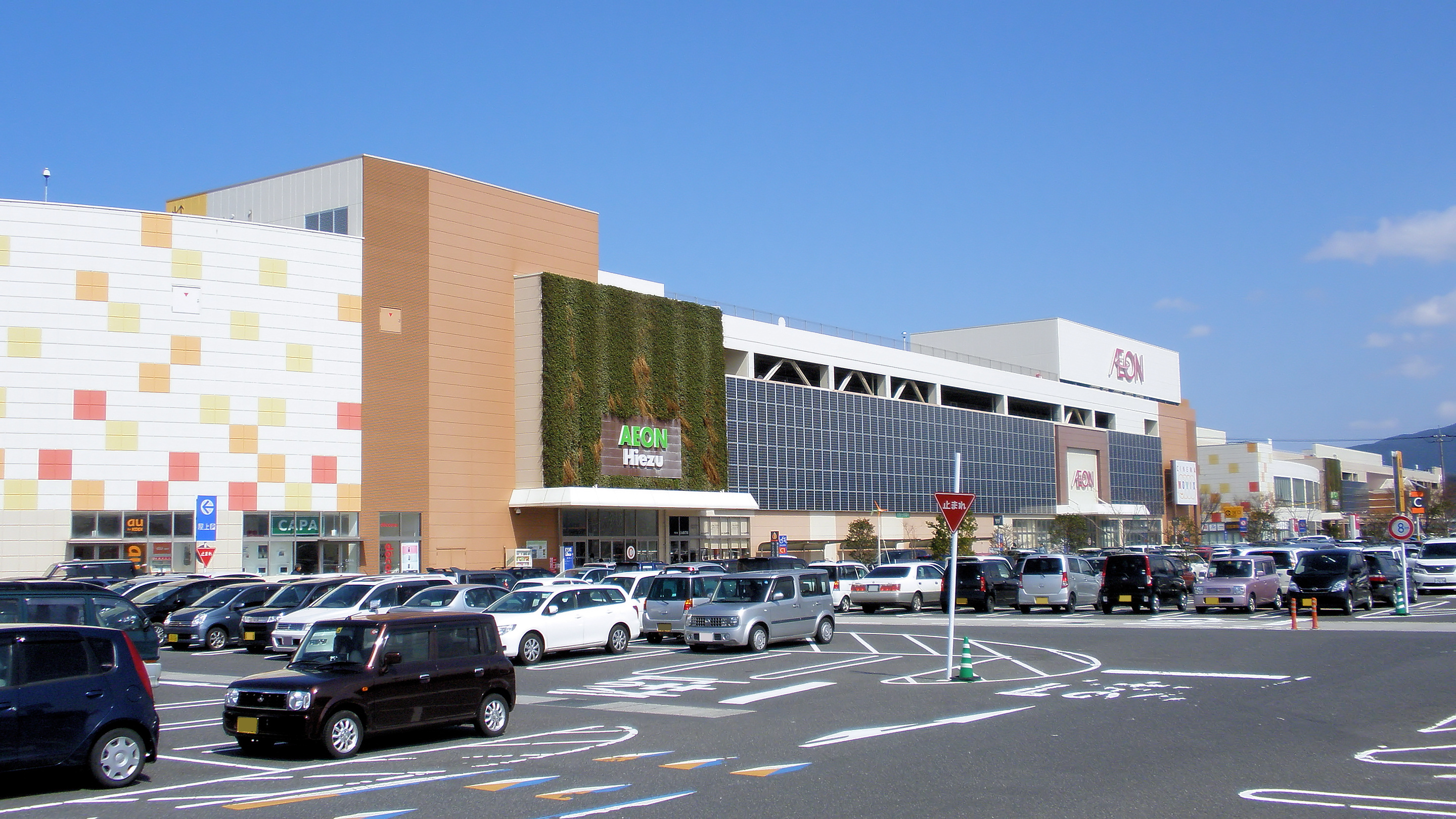
MOVIX日吉津があるイオンモール日吉津ウエスト館
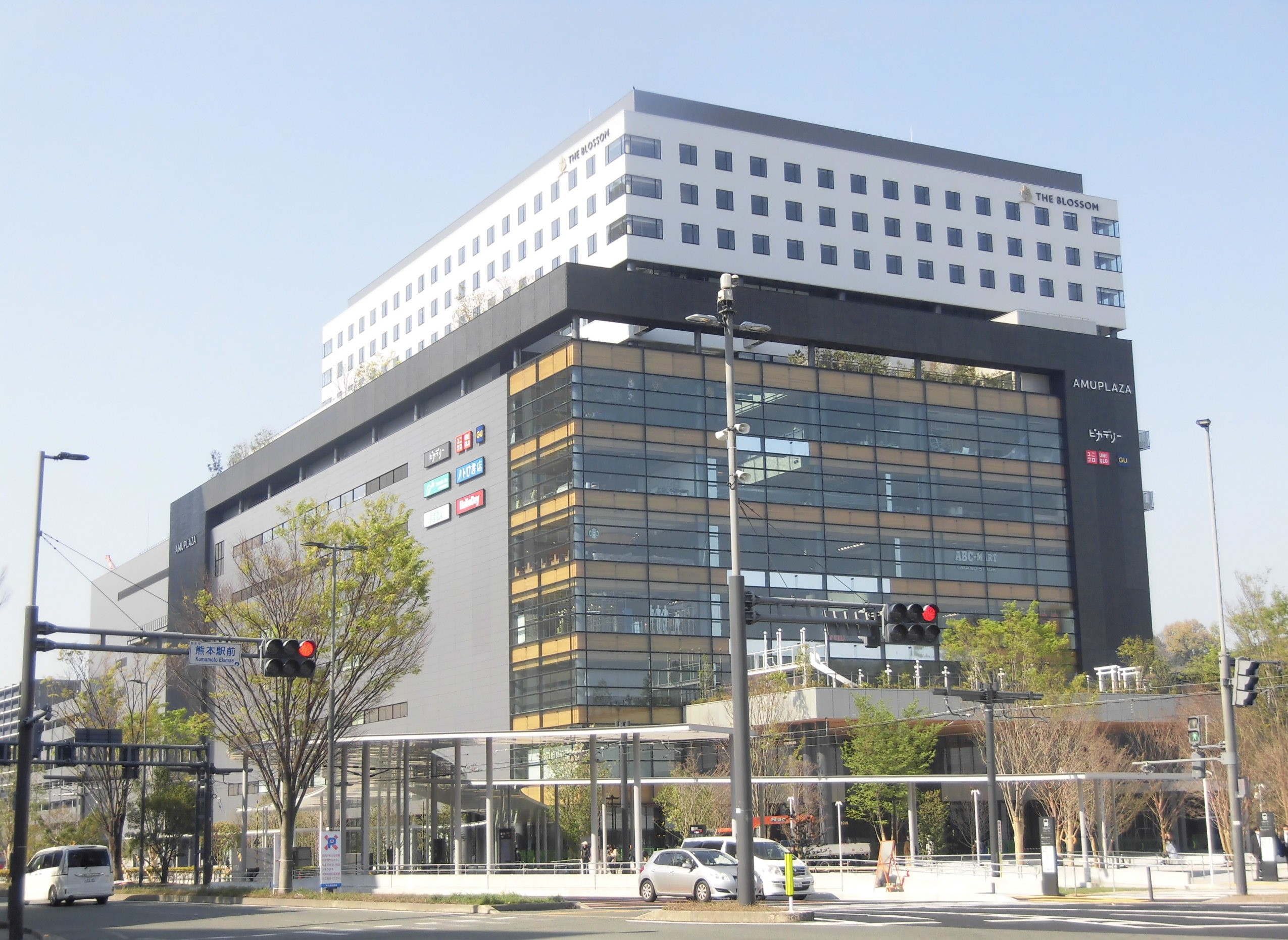
熊本ピカデリーがあるJR熊本駅ビル（アミュプラザくまもと）
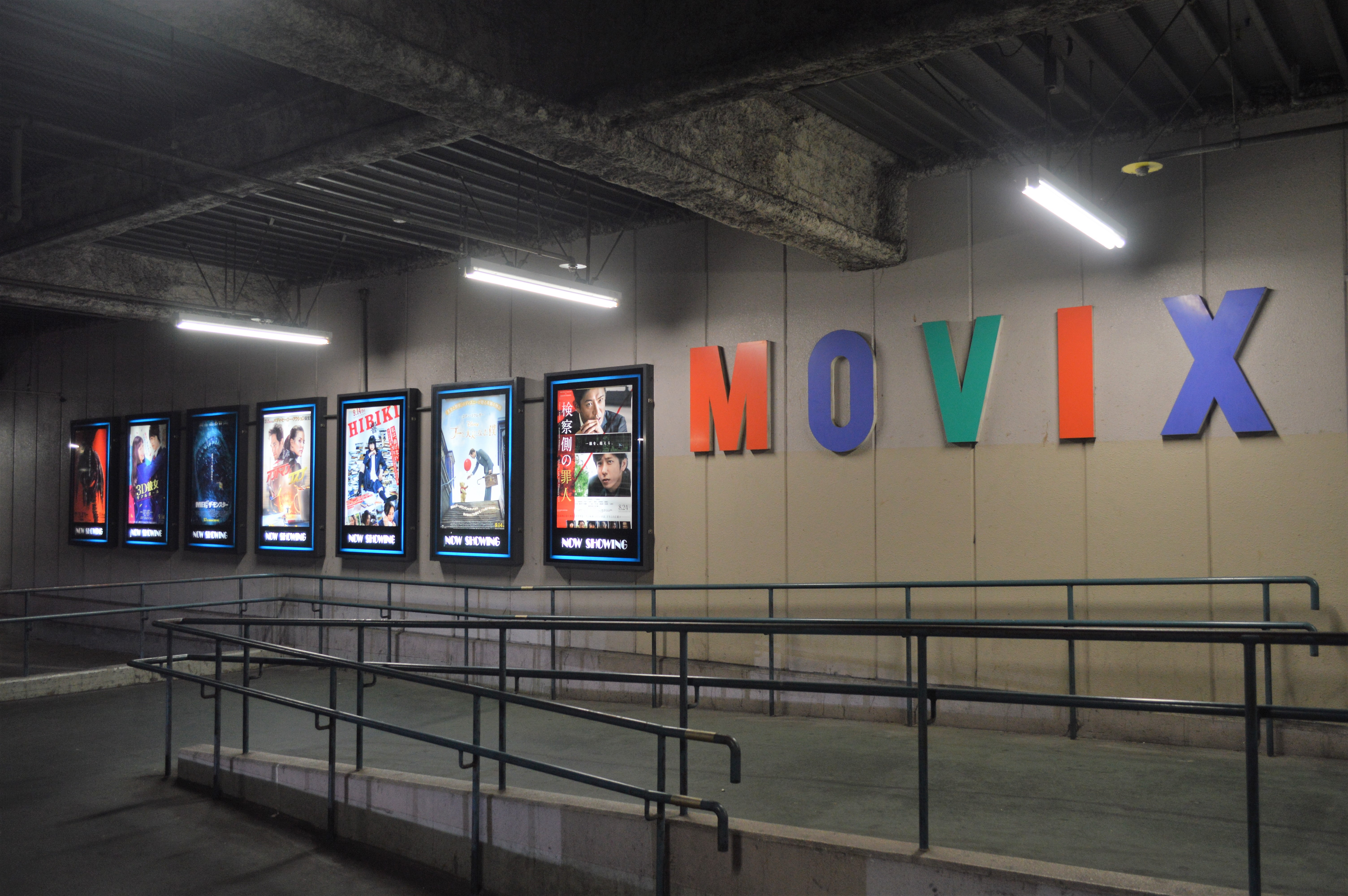
アイ・モール三好内にあるMOVIX三好

### 他社との共同経営劇場
劇場欄の太字はSMT（松竹マルチプレックスシアターズ）運営であり、備考欄の太字は運営会社を指す。
| 劇場名                       | 所在地                                                                              | 開館日        | 規模                 | 備考                                                                                                  |
| ---------------------------- | ----------------------------------------------------------------------------------- | ------------- | -------------------- | --- |
| 札幌シネマフロンティア       | 北海道札幌市中央区 札幌ステラプレイス                                               | 2003年3月6日  | 12スクリーン 2,705席 | TOHOシネマズ / SMT / ティ・ジョイ共同事業体                                                           |
| T・ジョイエミテラス所沢      | 埼玉県所沢市 エミテラス所沢                                                         | 2024年9月24日 | 12スクリーン 1,872席 | ティ・ジョイ /SMT / 西武リアリティソリューションズ共同事業体                                          |
| 横浜ブルク13                 | 神奈川県横浜市中区 コレットマーレ                                                   | 2010年3月19日 | 13スクリーン 2,483席 | ティ・ジョイ / SMT / 東急レクリエーション共同事業体                                                   |
| ミッドランドスクエア シネマ  | 愛知県名古屋市中村区 ミッドランドスクエア（シネマ） シンフォニー豊田ビル（シネマ2） | 2007年3月7日  | 14スクリーン 2,205席 | 中日本興業 / SMTによる共同事業体                                                                      |
| なんばパークスシネマ         | 大阪府大阪市浪速区 なんばパークス                                                   | 2007年4月19日 | 11スクリーン 2,187席 | SMT / ティ・ジョイによる共同事業体                                                                    |
| 大阪ステーションシティシネマ | 大阪府大阪市北区 大阪ステーションシティ                                             | 2011年5月4日  | 12スクリーン 2,589席 | - SMT / TOHOシネマズ / ティ・ジョイによる共同事業体 - 「梅田ピカデリー」（2011年1月16日閉館）の後継館 |

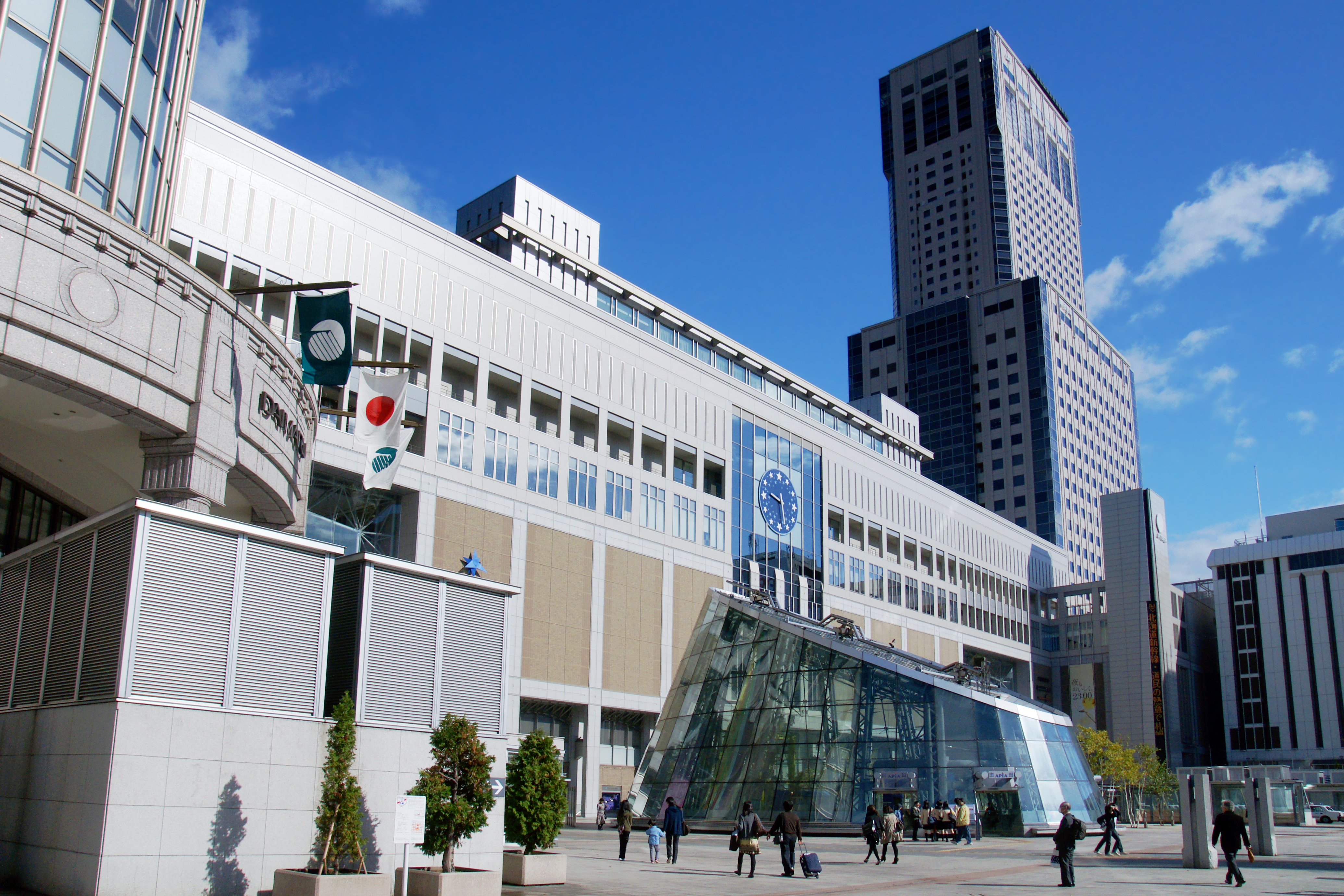
札幌市シネマフロンティア
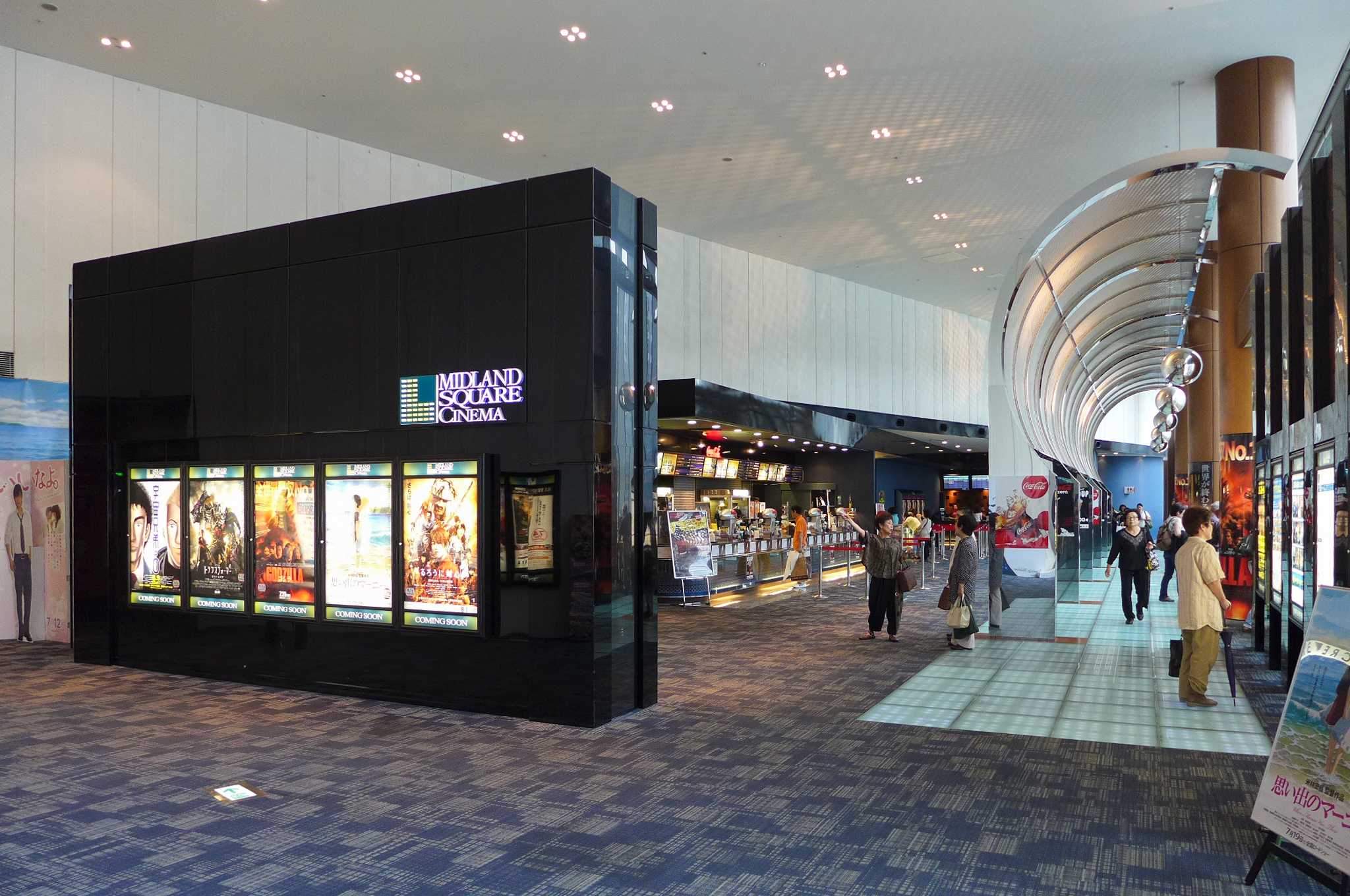
ミッドランドスクエアシネマ
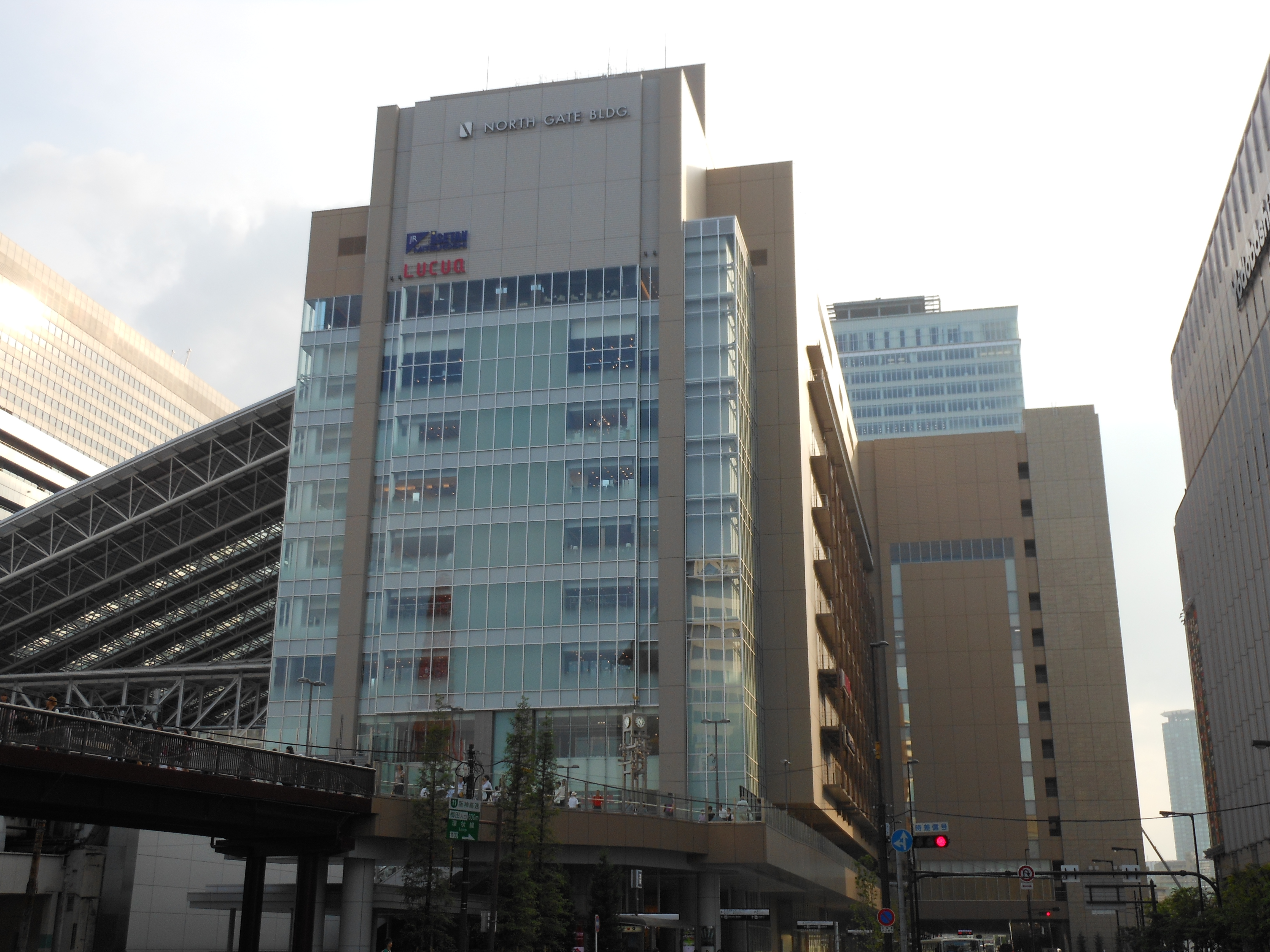
大阪ステーションシティシネマ

### 閉鎖した劇場
営業時期の上段は開館日、下段は閉館日となる。
| 劇場名             | 所在地                                    | 営業時期                     | 規模                 | 備考 |
| ------------------ | ----------------------------------------- | ---------------------------- | -------------------- | --- |
| MOVIX六甲          | 兵庫県神戸市東灘区 神戸ファッションプラザ | 1997年3月20日 2010年1月31日  | 7スクリーン 1,419席  | - SMT1号店であり、同ビル9階に出店していた - 閉館後の沿革に関しては併設施設リンクを参照 |
| MOVIX本牧          | 神奈川県横浜市中区 マイカル本牧           | 2004年4月30日 2011年1月16日  | 8スクリーン 1,310席  | マイカル松竹シネマズ本牧時代 - 当初は同上の名称として1996年6月29日に同ビル6番街に開館 - 同劇場は同年6月11日にニチイとの合弁で設立された株式会社マイカル松竹が経営 - マイカルの経営破綻に伴い合弁解消が決定となり劇場は2004年4月25日に一旦閉館 - マイカル松竹は同年6月30日に解散した MOVIX本牧時代 - 2004年4月15日にニューセレクト株式会社との合弁で株式会社松竹ニューセレクトが設立 - 同年4月26日に同劇場の経営権を買収 - 改装後同年4月30日にMOVIX本牧として再開館 - 競合館が相次いで進出したことや運営し続けるには多額の設備投資が必要と見込まれることから閉館 |
| MOVIX橿原          | 奈良県橿原市 ツインゲート橿原             | 2001年6月27日 2014年8月31日  | 9スクリーン 2,025席  | 跡地にはユナイテッド・シネマ橿原が2015年12月18日にオープンした |
| 109シネマズMM横浜  | 神奈川県横浜市西区 GENTO YOKOHAMA         | 2004年11月26日 2015年1月25日 | 11スクリーン 2,210席 | - 東急レクリエーション、相鉄ローゼンとの共同事業 - GENTO YOKOHAMAの土地借用期間終了（10年間）により閉鎖・解体 |
| （旧） MOVIX伊勢崎 | 群馬県伊勢崎市 スーパーモールいせさき     | 1999年7月10日 2019年2月28日  | 11スクリーン 2,222席 | 2019年3月29日に同市内のスマーク伊勢崎内へ移転 |
| MOVIX利府          | 宮城県宮城郡利府町 利府ペアガーデン       | 2001年3月1日 2020年10月31日  | 12スクリーン 2,441席 | - イオンモール利府の隣接地にある「利府ペアガーデン」の一角に立地 - 2011年に発生した東日本大震災で一時休館したが同年5月20日に営業再開 - 新型コロナウイルス感染症の流行、建物の賃貸借契約満了も重なり閉館 - 建物は解体され、跡地にはドン・キホーテとケーズデンキが出店 |
| 神戸国際松竹       | 兵庫県神戸市中央区 神戸国際会館           | 1999年4月29日 2022年3月17日  | 4スクリーン 520席    | - 賃貸借契約満了に伴い閉館 - 後継に「kino cinema神戸国際」が2022年4月1日に開館 |
| MOVIX三郷          | 埼玉県三郷市 ピアラシティ                 | 2005年6月1日 2024年11月30日  | 12スクリーン 2,523席 | - 賃貸借契約満了のため閉館 - 後継に「シネマサンシャイン三郷」が2025年7月11日に開館 |

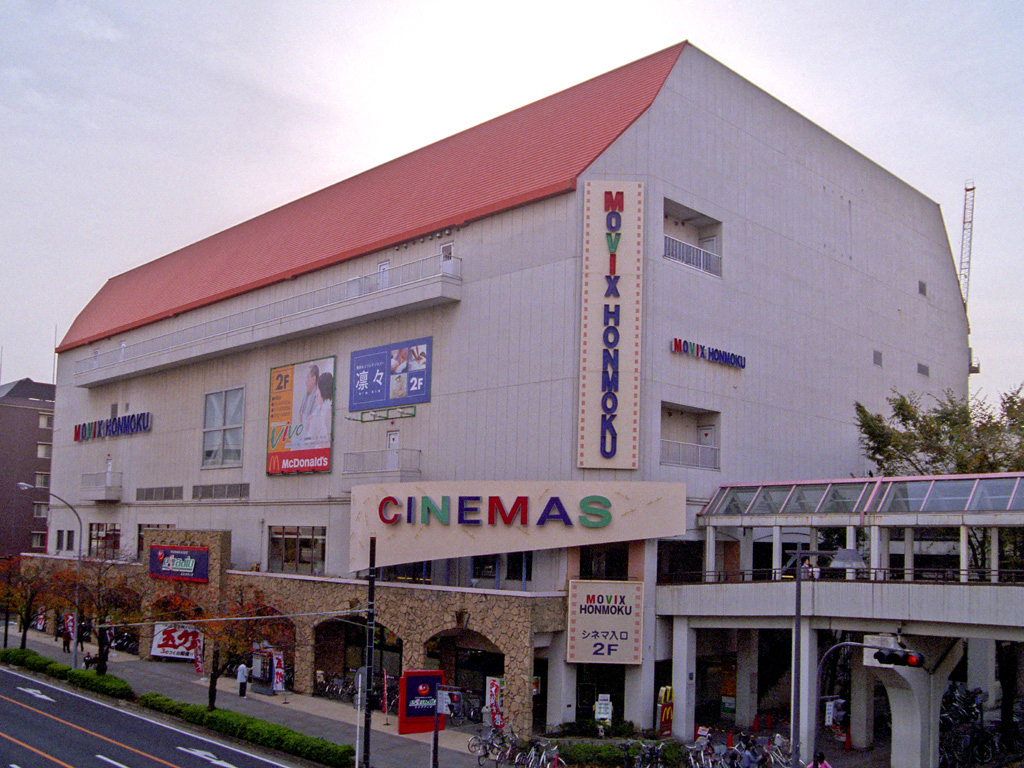
MOVIX本牧
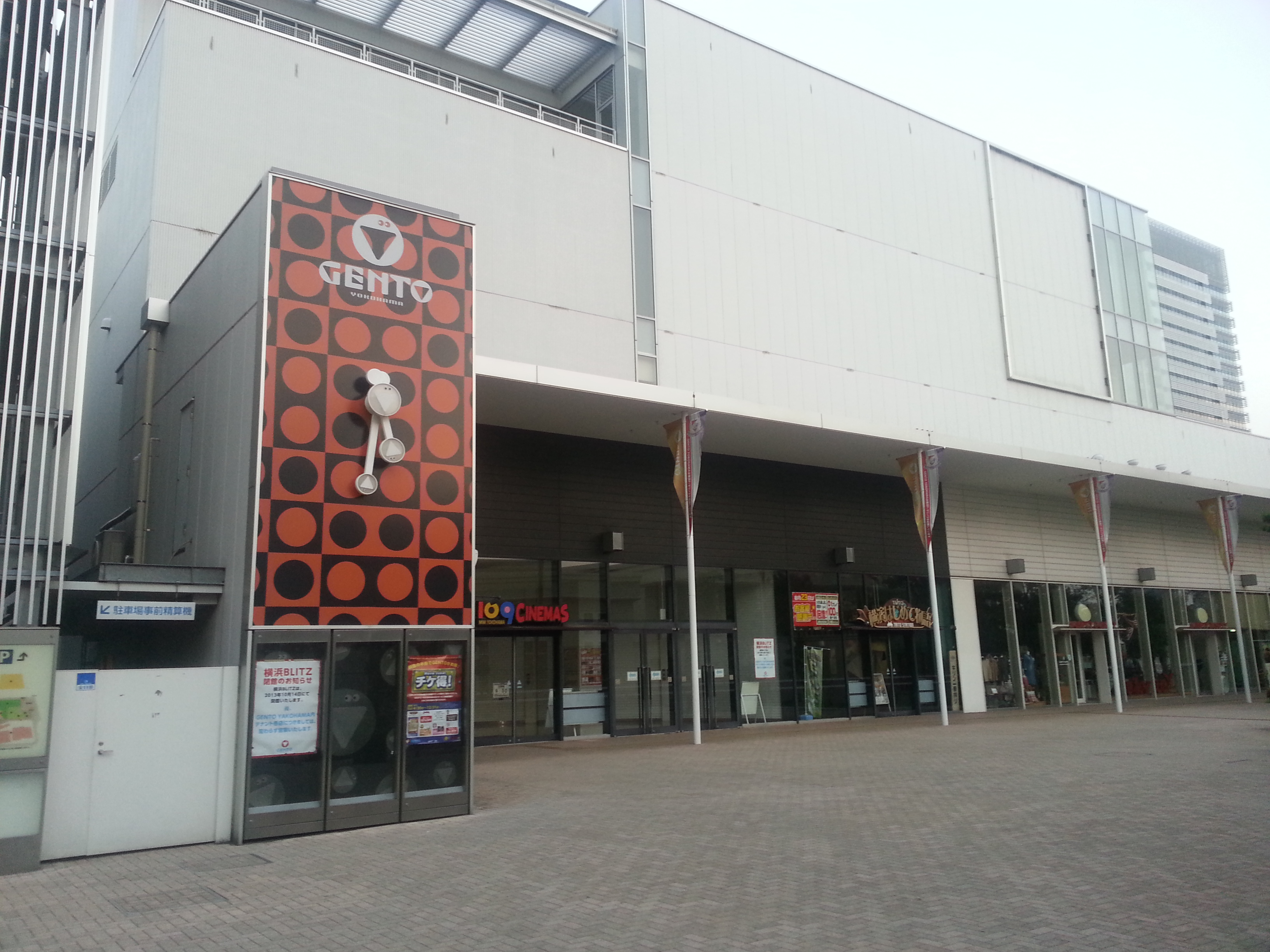
109シネマズMM横浜
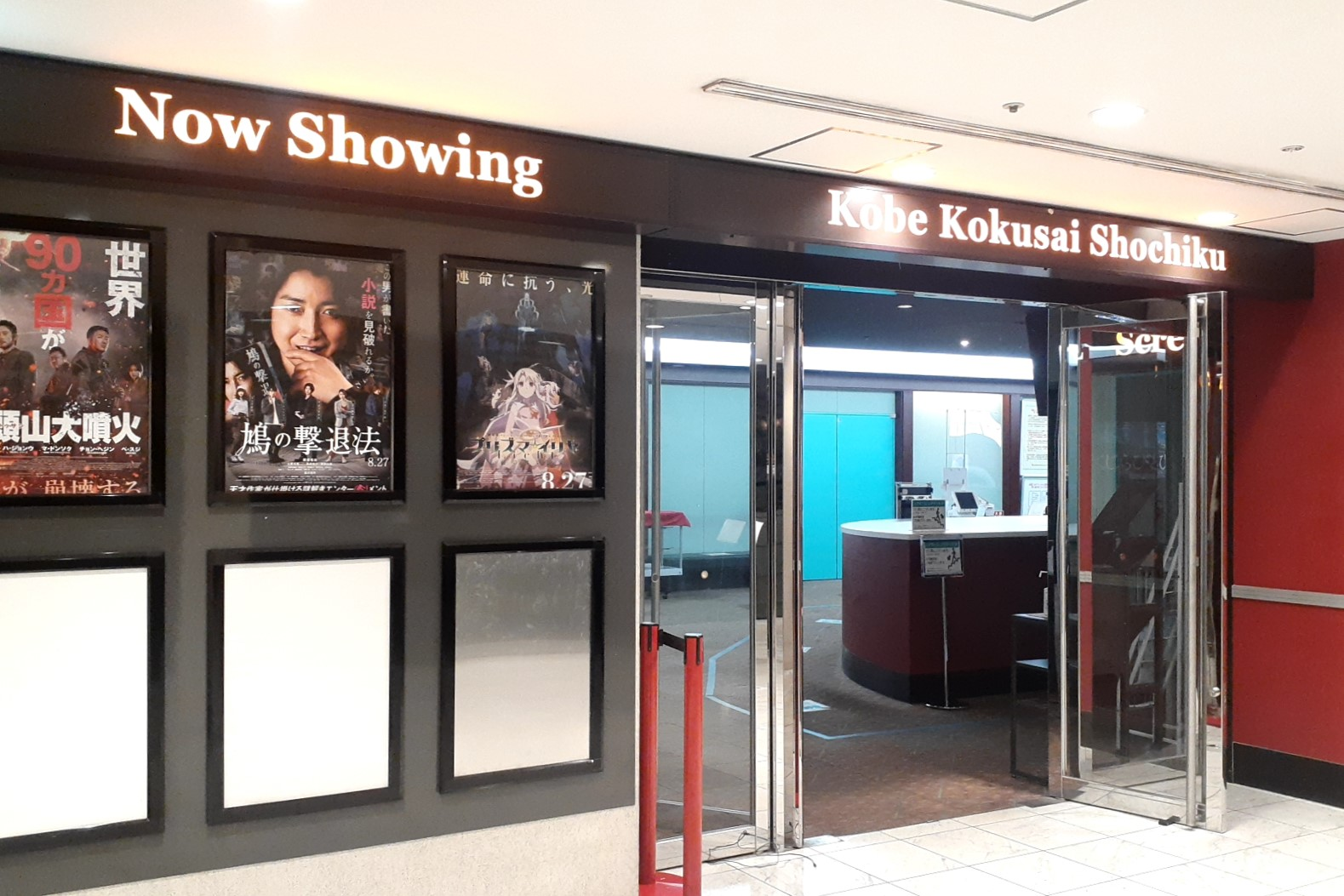
神戸国際松竹